# 哈吉普尔
哈吉普尔（Hajipur），是印度比哈尔邦瓦伊沙利縣的一个城镇。2001年总人口119,276。

## 人口
该地2001年总人口119276人，其中男性63762人，女性55514人；0－6岁人口19439人，其中男10211人，女9228人；识字率59.88%，其中男性为67.23%，女性为51.43%。